# Oenanthe calycina
Oenanthe calycina är en flockblommig växtart som beskrevs av Philipp Salzmann och John Ball. Oenanthe calycina ingår i släktet stäkror, och familjen flockblommiga växter. Inga underarter finns listade i Catalogue of Life.